# Андрій (Комаров)
Андрі́й Комаро́в (26 червня 1879, село Андросівка, Миколаївський повіт, Самарська губернія — 17 липня 1955, Дніпро) — єпископ Російської православної церкви, архієпископ Дніпропетровський і Запорізький.

## Біографія
Народився 26 червня 1879 в селі Андросівка-Утьовка Самарської губернії в родині священика.
Закінчив сільську школу. У 1894 році закінчив Самарське духовне училище, в 1901 році — Самарську духовну семінарію. Незабаром одружився.
8 серпня 1901 висвячений в сан ієрея в село Хворостиніно. Незабаром переведений в рідну Андросівку. Овдовів через два роки після одруження.
У 1904 році вступив до Казанської духовної академії і закінчив її в 1908 році зі ступенем кандидата богослів'я за твір «Книга Йова і догматичне і моральне вчення, що розкривається в ній».
Після закінчення Академії був законовчителем в середніх навчальних закладах, а потім парафіяльним священиком в Саратові.
Його викладацька діяльність припинилася в кінці 1917 року, коли радянським декретом викладання Закону Божого було припинено.
Під час розпочатого в 1920-х роках голоду багато працював щодо організації допомоги голодуючим і безпритульним дітям.
26 липня 1923 року в Саратові був заарештований за звинуваченням в антирадянській діяльності. Винним себе не визнав. Через деякий час звільнений.
16 березня 1923 єпископ Вольський Іов, керуючий Саратовської єпархією, написав:
|  | «Сим сповіщаю Вас, що згідно з бажанням мирян і духовенства Саратова, які залишилися вірними заповітам святої Православної Церкви я виявляв свою згоду на зведення Вас в сан єпископа. Якщо з яких-небудь причин я не зможу сам брати участь в хіротонії над вами в єпископа, то доручаю це зробити найближчим єпископам, що не визнали ВЦУ. Місто для Вашого найменування має бути обране духовенством і мирянами Саратова в особі церковних рад, що не визнали ВЦУ. Після хіротонії над Вами, якщо о. Павло Соколов, що має бути зведеним у сан єпископа, буде позбавлений можливості керувати єпархією, доручаю Вам тимчасове управління всіма справами Саратовської єпархії» |

11 січня 1924 був пострижений у чернецтво в Донському монастирі.
13 січня 1924 хіротонізований Патріархом Тихоном, архієпископ Крутицьким Петром (Полянським), архієпископом Тверським Серафимом (Александровим) і єпископом Звенигородським Миколою (Добронравовим) в єпископа Балашовського, вікарія Саратовської єпархії з проживанням в Саратові.
З 14 січня 1924 до 6 березня 1926 року — тимчасовий керуючий Саратовської єпархією.
У 1925 році заарештований. Засуджений до 3 років заслання. Заслання відбував в місті Торжок.
З 26 липня 1927 року — єпископ Новоторзький, вікарій Тверської єпархії.
29 січня 1928 року — єпископ Петровський, вікарій Саратовської єпархії.
12 листопада 1928 року призначений єпископом Вольським, вікарієм тієї ж єпархії.
28 жовтня 1929 року призначений керуючим Астраханською єпархією з залишенням титулу єпископа Вольського.
У вересні 1930 року заарештований. 26 квітня 1931 року звільнений з підпискою про невиїзд з огляду на те, що факт «злочинного діяння був не встановлено».
З 13 жовтня 1933 року — єпископ Астраханський.
Був тимчасовим членом зимової сесії Тимчасового Патріаршого Священного Синоду 1933—1934 років. 3 січня 1934 возведений у сан архієпископа. Разом з іншими членами Тимчасового Патріаршого Священного Синоду підписав циркулярний указ Московської Патріархії від 10 травня 1934 року «Про новий титул заступника Патріаршого Місцеблюстителя і про порядок поминання за богослужіннями».
Архієпископа Андрія довго і наполегливо виживала з Астрахані місцева влада. У 1935 році він був притягнутий до суду через «злісну несплату» навмисне завищених податків.
27 квітня 1939 після посиленого тиску влади «тимчасово звільнений на спокій» за проханням.
У жовтні 1939 року призначений на штатне місце парафіяльного священика Покровської церкви Самари. Зайняв це місце на прохання віруючих і з особливого благословення Патріаршого місцеблюстителя митрополита Сергія (Страгородського), для оздоровлення церковного життя в єпархії, яка в той час фактично складалася з однієї церкви. Для архієреїв практикувалося призначення на штатні місця священнослужителів, так як після масового закриття храмів в кожній єпархії залишилося всього кілька діючих храмів, в деяких — їх не залишилося зовсім.
Настоятеля Петра Свиридова народ не поважав і не довіряв йому до такої міри, що багато хто вважав за гріх ходити до церкви, де він служить. З приїздом архієпископа Андрія бродіння припинилися.
Крім храму, нікуди не ходив і у себе майже нікого не приймав, але бачив багато і непомітно впливав на уми і події. Домігся заборони деяких священнослужителів. Служив щодня, а напередодні недільних і святкових днів по дві цілонічних. Часом терпів нестатки, образи, грубість і навіть побої.
У 1939—1941 роках архієпископ Андрій був єдиним, хто служив архієреєм на великій території, що включала Самарську і Ульянівську області та Татарстан.
На початку 1941 року став настоятелем Покровської церкви.
Відродження церковного життя в Самарі, пов'язане з діяльністю архієпископа Андрія, викликало різке невдоволення місцевої влади. 13 липня 1941 року відбувся арешт. Завдяки заступництву митрополита Сергія (Страгородського) архієпископ Андрій 7 вересня 1941 року був звільнений.
12 вересня 1941 року вийшов указ про призначення його правлячим архієпископом Самарським.
8 грудня 1941 року був нагороджений правом носіння хреста на клобуку.
9 грудня 1941 переміщений на Саратовську кафедру, після чого почав клопотатися про відкриття Саратовського собору, але до вересня 1942 року в єпархію не приїжджав: діючих храмів там не було.
28 травня 1942 переміщений на Нижньоновгородську і Арзамаську кафедру.
13 червн 1942 за залишенням архієпископа Сергія (Гришина) в Горькому, згідно з Указом, залишений Саратовським.
26 серпня 1942 призначений архієпископом Казанським, але призначення було отримане одночасно з телеграфним викликом Саратовського Міськвиконкому приймати собор. У відповідь на телеграфний запит куди їхати, Митрополит Сергій (Страгородський) відповів телеграмою: «Саратов». На відкриття собору пішли колосальні витрати духовних і фізични сил. Собор був відкритий 8 жовтня, а 14 жовтня в Ульяновську був висвячений для Саратова новий єпископ Григорій (Чуков).
Архієпископ Андрій отримав розпорядження їхати в Казань, де і прослужив до 1944 року.
8 вересня 1943 року брав участь в Архієрейському соборі, котрий обрав митрополита Сергія (Страгородського) Патріархом Московським і всієї Русі.
З грудня 1943 року по березень 1944 був викликаний на зимову сесію Священного Синоду, під час якої Патріарх Сергій довірив йому робити висновки за змістом прохань колишніх священиків (що відреклися).
З 28 січня 1944 року — архієпископ Дніпропетровський і Запорізький. Під час німецької окупації там діяв Геннадій (Шиприкевич) — архієрей Української автокефальної православної церкви.
Пожертвував велику суму на художній розпис стін Дніпровського кафедрального собору, приділяючи велику увагу цьому розпису.
З 1950 року владика тяжко хворів, просився на спокій.
Помер 17 липня 1955 року. Похований в огорожі відновленого ним кафедрального собору Дніпра.